# Elibaal
Elibaal (in fenicio 𐤀𐤋𐤁𐤏𐤋,  'lb'l; ... – IX secolo a.C.) è stato un re di Biblo.

## Biografia e regno
Fece un dono alla Signora di Biblo di una statua del faraone Osorkon I in cui mise il proprio nome.